# Open Settlement Protocol
Open Settlement Protocol (OSP) — клиент/серверный протокол, применяемый провайдерами Интернета, для авторизации, аккунтинга (accounting) при использовании SIP телефонии. Этот протокол используется в шлюзах VoIP телефонии, например, в софтсвичах (softswitch), шлюзах H.323 и SIP прокси серверах.
Протокол OSP создан Европейским институтом телекоммуникационных стандартов в проекте «TIPHON» (Telecommunications and Internet Protocol Harmonization Over Networks).